# 장천 (1985년)
장천(1985년 7월 9일 ~)은 대한민국의 변호사다. 현재 유승민 후보 대선캠프 희망22의 대변인을 맡고 있다.

## 방송
- 하트 시그널 (2017)
- 착하게 살자 (2018)
- 인간이 왜 그래 (2018)
- 코인 법률방 (2018)
- 오빠가 대신 연애 해줄게 (2020) - 오대연 역
- 나는 국대다 (2021) - Top16